# 勞里厄姆 (密歇根州)
勞里厄姆（英語：Laurium）是位於美國密歇根州霍頓縣卡柳梅特特設鎮區的一個村。

## 人口
根據2020年美國人口普查的數據，勞里厄姆的面積為1.68平方千米，當中陸地面積為1.68平方千米，而水域面積為0.00平方千米。當地共有人口1864人，而人口密度為每平方千米1,109人。